# Amsterdams Internationaal Go Toernooi
Het Amsterdams Internationaal Go Toernooi (Amsterdam International Go Tournament) is een go-toernooi dat vanaf 1971 jaarlijks door de Amsterdamse Go Club georganiseerd wordt. Het is een van de grotere go-toernooien van Europa. Het vindt traditioneel in het vierdaagse Hemelvaartweekeinde plaats en begint op Hemelvaartsdag. Het toernooi bestaat gewoonlijk uit een hoofdtoernooi van zes ronden McMahon en een aantal neventoernooien, zoals een vluggertoernooi, een rapidtoernooi en een kindertoernooi.
Van 1992 tot 2015 werd het hoofdtoernooi van het Amsterdams Internationaal Go Toernooi in het Europees Go Cultureel Centrum (EGCC) in Amstelveen georganiseerd.